# Carmen Mc Callum
Carmen Mc Callum ist eine seit 1995 erscheinende  frankobelgische Comicserie von Fred Duval, Gess und Emem. Die Serie ist dem Genre Science-Fiction zuzuordnen.

## Allgemein
- Szenario: Fred Duval, Olivier Vatine (Band 1)
- Zeichnung: Gess (Band 1–8), Emem (ab Band 9)
- Farben: Florence Breton (Band 1–2), Isabelle Rabarot (Band 3–8), Pierre Schelle (Band 9–11), Vincent Froissard (Band 12)
- Seitenzahl: 46

Die Serie Carmen Mc Callum spielt im gleichen Universum wie die Serie Travis (Szenario von Fred Duval, Zeichnungen von Christophe Quet, in Deutschland ebenfalls bei Bunte Dimensionen erschienen). Auch hier ist künstliche Intelligenz allgegenwärtig, ebenso wie Nanotechnologie, Biotechnologie und mächtige multinationale Konzerne. Einige Figuren, wie Dario Fulci, seine Assistentin Sandy Strummer, UNO-Agent Mr. Young, Paquito Mannoni, die Reporterin Elena Dinova und die KI Dommy treten in beiden Serien in Erscheinung.
Ein weiteres Spin-Off ist die Serie Code Mc Callum, ebenfalls von Fred Duval geschrieben, aber von Didier Cassegrain gezeichnet. Zudem gibt es die Crossover-Serie Carmen + Travis.

## Inhalt

### Kurzfassung

#### Band 1–3 (Handlungszeitraum: März 2053)
Carmen Mc Callum befreit im Auftrag der japanischen Yakuza die Kryo-Strafgefangene Naoko Sonoda aus einem Hochsee-Gefängnis. Während der Flucht wird ihr Helikopter zerstört und Mc Callum strandet an der australischen Küste, wo sie auf John Russell trifft. Russell ist ein ehemaliger Geheimagent und hilft Mc Callum gemeinsam mit seinem Freund Seaside Johnny, Sonoda aus dem Kryo-Schlaf aufzutauen. Bei der Übergabe Sonodas an die Yakuza kommt es zu Auseinandersetzungen sowohl mit der Yakuza als auch mit der australischen Polizei unter Führung von Captain Scott Brennan. Mc Callum, Russell, Sonoda und Johnny können mit einem Raumschiff vorerst entkommen.
Im All führt Sonoda die Gruppe zu einer verlassenen Raumstation, auf der sie vor ihrer Festnahme eine den Yakuza entwendete Kiste voller Drogen versteckt hatte. In dieser Kiste befindet sich auch eine Biodisk, ein Speichermedium, dessen Besitz Inoshiro Tsuburaya, das Oberhaupt der Yakuza, wiedererlangen möchte. Um einen Ortungschip, der Sonoda im Gefängnis implantiert wurde, entfernen zu lassen, landet die Gruppe um Sonoda und Mc Callum auf dem Mondflughafen. Der Hacker Bug, ein Freund Mc Callums, hilft ihnen, dem Geheimnis der Biodisk auf die Spur zu kommen. Während Johnny und Sonoda noch rechtzeitig vom Mond fliehen können, werden Russell und Mc Callum von der Polizei und einer Eingreiftruppe der UNO festgenommen. Allerdings bietet die UNO Mc Callum eine Zusammenarbeit an, um die Disk wiederzubeschaffen.
Zurück auf der Erde kann Tsuburaya Sonoda und die Biodisk in seine Hände bekommen. Tsuburaya benötigt die Disk, um die Verschmelzung seines Geistes mit einer künstlichen Intelligenz zu vollenden und so ewiges Leben zu erlangen. Auf einer indonesischen Insel kommt es zur finalen Auseinandersetzung. Mc Callum kann Sonoda befreien, doch Tsuburayas Verschmelzung mit der künstlichen Intelligenz hat bereits begonnen. Der folgende Kampf zwischen der künstlichen Intelligenz und Bug findet im Internet statt. Bug kann den Kampf zwar gewinnen, muss aber dafür seine menschliche Hülle aufgeben und sich ebenfalls mit der künstlichen Intelligenz im Web verschmelzen. Tsuburaya hingegen stirbt und seine Maschine zur Verschmelzung von Menschen und Maschinen wird zerstört.

#### Band 4–5 (Handlungszeitraum: Juni 2053 – Juli 2053)
Mc Callum und Sonoda, die mittlerweile als Agentin für die UNO arbeitet, nehmen in einer spektakulären Mission den Industriellen Samuel Earp gefangen. Dessen Unternehmen stellt nanotechnologische Waffen her, die der internationalen Gemeinschaft große Sorgen bereiten. Nach der Festnahme kommt es zu einer Auseinandersetzung zwischen den UNO-Agenten und der Polizei von Nevada, denn Earp muss sich auch für eine Katastrophe, die im Jahr 2047 in Nevada 123 Farmern das Leben gekostet hat, verantworten. Zeitgleich droht Earp damit, seine Nano-Kampfdrohnen auf amerikanische Großstädte loszulassen, sollte er nicht binnen vier Stunden freigelassen werden. Es kommt zum großen Showdown in der Nähe von Las Vegas. Als ein Überlebender der Katastrophe von 2047 Earp erschießt, werden die Nano-Kampfdrohnen freigesetzt und töten alle lebenden Organismen, die ihnen begegnen. Mc Callum kann die Kampfdrohnen schließlich mit Hilfe von Bug durch einen elektromagnetischen Impuls zerstören.

#### Band 6–8 (Handlungszeitraum: September 2053 – März 2055)
Nach der Torpedierung seines Schiffs durch ein geheimnisvolles U-Boot wurde Carmen Mc Callums Lebensgefährte Russell als vermisst gemeldet. Einige Monate später wird Mc Callum von Brennan kontaktiert, der den Tod seines Freundes James Ngata aufklären möchte. Ngata, ein ehemaliger Sportler, hatte an einem Programm zu genetischem Doping teilgenommen und wurde später zu einem genetisch veränderten Lebewesen (GVL) erklärt. Vor seinem Tod war er als Sicherheitskraft beim Pharmakonzern Transgenic beschäftigt. Es stellt sich heraus, dass Russell noch am Leben ist, und den Auftrag hat, den Wissenschaftler Raj Kapoor zu befreien. Kapoor wird von Transgenic auf einer Insel gefangengehalten. Bei der Befreiungsaktion kommt es schließlich zum Wiedersehen von Mc Callum und Russell.
In der sibirischen Stadt Norilsk verschanzt sich Leonid Majakowski, ein mächtiger Produzent von genetisch veränderten Lebewesen. Mr. Young versucht Carmen Mc Callum für die Beseitigung Majakowskis anzuwerben. Sein Tod ist Bestandteil eines Deals, von dessen Gelingen das geheime Projekt von Raj Kapoor und seinen GVL-Freunden abhängt. Nachdem Mc Callum den Auftrag ablehnt, wird Russell angeworben. In Sorge um Russell macht sich Mc Callum ebenfalls auf den Weg nach Sibirien. Es kommt zum Aufeinandertreffen zwischen Mc Callum und Majakowski, aus dem Mc Callum letztlich als Siegerin vervorgeht. Zeitgleich verkündet Kapoor seinen Plan, die Bevölkerung der Bergbaukolonien, die überwiegend aus GVL besteht, von der Unterdrückung der Bergbaukonzerne zu befreien und eine unabhängige Nation der GVL auszurufen. Daher fordert er Gleichgesinnte auf, sich ihm anzuschließen und gemeinsam zum Weltraumhafen Ceres im Asteroidengürtel zu fliegen.
Naoko Sonoda ist mittlerweile als Lieutenant für die Orbitalen Streitkräfte der UNO im Einsatz. Carmen Mc Callum meldet sich freiwillig, um Russell, Young, Kapoor und eine Delegation von GVL zum Asteroidengürtel zu begleiten. Ihr Ziel ist die Befreiung des Weltraumhafens von Ceres, der seit Monaten von den Konzernen blockiert wird, die damit die nach Unabhängigkeit strebende Bevölkerung aushungern wollen. Um Verhandlungen aufzunehmen, trifft das Raumschiff der GVL auf ein Raumschiff der UNO, auf dem sich neben Sonoda auch Abgesandte der Konzerne befinden. In letzter Sekunde können Mc Callum und Russell ein Attentat auf die Verhandlungen verhindern, jedoch kommt Russell dabei ums Leben. Bei der Landung auf Ceres gerät die Delegation in einen Hinterhalt, dem Kapoor zum Opfer fällt, während Mc Callum schwer verletzt überlebt.

#### Band 9–12 (Handlungszeitraum: 2056)
In Cannes verübt Mc Callum ein Attentat auf Dario Fulci, den General Manager von Transgenic, den sie für den Tod von John Russell verantwortlich macht. Diese Vendetta verärgert Christina Cook-Iwanov, die Vorsitzende von Gazprod und ehemalige Auftraggeberin Mc Callums. Mc Callum soll zur Wiedergutmachung Dokumente aus der korsischen Villa von Pascal de Cambre entwenden. Mit Hilfe französischer Freunde versucht sie unentdeckt auf die Insel zu gelangen. Auf dem Weg zu De Cambres Villa zieht ein Orkan auf. Mc Callum mischt sich unter eine Gruppe Einheimischer, die in De Cambres Villa Zuflucht vor dem Unwetter suchen wollen. So gelangt sie unbemerkt auf das Gelände und kann die Dokumente (Patente zur Abwasseraufbereitung) in ihren Besitz bringen.
Zeitgleich wird Captain Brennan in Neukaledonien im Auftrag von Dommy, einer künstlichen Intelligenz, gefangen genommen. Dommys Ziel ist die Kontrolle über die weltweite Wasserversorgung. Beim Versuch, Brennan zu befreien, wird Mc Callum von Dommy mit Hilfe eines Hirnimplantats außer Gefecht gesetzt. Durch dieses Druckmittel wird Mc Callum gezwungen, Dommy bei der Sabotage einer Gazprod-Förderanlage für Gashydrate im neukaledonischen Korallenmeer zu helfen. Anschließend erfährt Mc Callum, dass ein totgeglaubter Freund, Nelson, in einer Kryo-Kapsel in Jerusalem aufbewahrt wird. Allerdings ist Jerusalem seit einem von Dommy durchgeführten Anschlag auf die Wasserversorgung in einem bürgerkriegsartigen Zustand, in dem autonom handelnde Kampfdrohnen eine Gefahr für jeden darstellen. Cook-Iwanov sowie Mc Callums Freunden gelingt es, Dommy in eine Falle zu locken und das Implantat aus Mc Callums Kopf zu entfernen. Ein weiterer geplanter Anschlag von Dommy auf die Trinkwasserversorgung der gesamten Golan-Region kann in letzter Minute verhindert werden.

### Hauptfiguren
- Carmen Mc Callum: Söldnerin mit spanischen und irischen Wurzeln
- John Russell / Jack Reeves: Geheimagent, Spezialist für Exfiltrationen
- Seaside Johnny: Australischer Ureinwohner, Tausendsassa
- Naoko Sonoda: Ehemalige Kyro-Strafgefangene. Arbeitet später als Agentin für die UNO
- Captain Scott Brennan: Australischer Polizist und ehemaliger Rugbyspieler
- Mr. Young: Geheimdienstmitarbeiter der UNO, später selbstständig
- Bug: Hacker. Künstliche Intelligenz

## Veröffentlichungen
Im französischsprachigen Original erscheinen die Alben seit 1995 im Verlag Delcourt. Auf Deutsch sind die ersten beiden Bände in den Jahren 1996 und 1997 bei Ehapa erschienen, die Serie wurde aber nicht fortgeführt. Seit 2012 erscheint die Serie im Verlag Bunte Dimensionen.
| Band Nr. | Zyklus                             | deutscher Titel                      | Originaltitel                     | ISBN (der dt. Ausgabe)                        |
| -------- | ---------------------------------- | ------------------------------------ | --------------------------------- | --------------------------------------------- |
| 1        | Der Fall Sonoda (L'affaire Sonoda) | Jukurpa (2012)                       | Jukurpa (1995)                    | ISBN 978-3-938698-95-2 Gesamtausgabe Band 1–3 |
| 2        | Der Fall Sonoda (L'affaire Sonoda) | Mare Tranquillitatis (2012)          | Mare Tranquillitatis (1996)       | ISBN 978-3-938698-95-2 Gesamtausgabe Band 1–3 |
| 3        | Der Fall Sonoda (L'affaire Sonoda) | Angriffe (2012)                      | Intrusions (1997)                 | ISBN 978-3-938698-95-2 Gesamtausgabe Band 1–3 |
| 4        | Zyklus 2 (Le dossier Earp)         | Samuel Earp (2013)                   | Samuel Earp (1999)                | ISBN 978-3-944446-01-1                        |
| 5        | Zyklus 2 (Le dossier Earp)         | Deus ex Machina (2014)               | Deus ex Machina (2000)            | ISBN 978-3-944446-06-6                        |
| 6        | Zyklus 3 (La question E.G.M.)      | Der sechste Finger des Punjab (2017) | Le Sixième Doigt du Penjab (2003) | ISBN 978-3-944446-48-6                        |
| 7        | Zyklus 3 (La question E.G.M.)      | Appell aus Baikonur (2017)           | L'Appel de Baïkonour (2005)       | ISBN 978-3-944446-55-4                        |
| 8        | Zyklus 3 (La question E.G.M.)      | Die Kirkwoodlücke (2019)             | Dans le vide de Kirkwood (2007)   | ISBN 978-3-944446-75-2                        |
| 9        | Zyklus 4 (H2O)                     | Vendetta (2015)                      | Vendetta (2009)                   | ISBN 978-3-944446-13-4                        |
| 10       | Zyklus 4 (H2O)                     | Mazzeri (2015)                       | Mazzere (2010)                    | ISBN 978-3-944446-24-0                        |
| 11       | Zyklus 4 (H2O)                     | Nouméa Tchamba (2016)                | Nouméa-Tchamba (2011)             | ISBN 978-3-944446-30-1                        |
| 12       | Zyklus 4 (H2O)                     | Das Wasser der Golanhöhen (2016)     | L'Eau du Golan (2012)             | ISBN 978-3-944446-39-4                        |
| 13       | Zyklus 5 (?)                       | Bandiagara (2020)                    | Bandiagara (2014)                 | ISBN 978-3-944446-93-6                        |
| 14       | Zyklus 5 (?)                       | Radioaktivität (2021)                | Radioactivité (2015)              | ISBN 978-3-944446-98-1                        |
| 15       | Zyklus 5 (?)                       | Zentaur (2021)                       | Centaure (2015)                   | ISBN 978-3-949144-05-9                        |
| 16       | Zyklus 5 (?)                       | Crimson Code (2022)                  | Crimson Code (2016)               | ISBN 978-3-949144-12-7                        |
| 17       | Zyklus 6 (?)                       | Cyberien (2022)                      | Cyberie (2019)                    | ISBN 978-3-949144-23-3                        |
| 18       | Zyklus 6 (?)                       | Die Tore zur Hölle (2023)            | Les Portes de l'enfer (2020)      | ISBN 978-3-949144-26-4                        |
| 19       | Zyklus 6 (?)                       | Made in Japan (2024)                 | Made in Japan (2023)              | ISBN 978-3-949144-38-7                        |
| 20       | Zyklus 6 (?)                       |                                      | Villa Taïra (2023)                |                                               |